# Lisa Wirström
Lisa Wirström, född Vendla Elisabet Wirström 3 april 1902 i Stockholm, död 25 februari 1989 i Huddinge församling, var en svensk skådespelare.

## Filmografi (i urval)
- 1930 – Kronans kavaljerer
- 1931 – Skepp ohoj!
- 1931 – Skepparkärlek
- 1933 – Den farliga leken
- 1934 – Sången om den eldröda blomman
- 1934 – Sången till henne
- 1935 – Äktenskapsleken
- 1935 – Ebberöds bank
- 1936 – Våran pojke
- 1936 – Bombi Bitt och jag
- 1937 – En flicka kommer till sta'n
- 1939 – Frun tillhanda
- 1940 – Västkustens hjältar
- 1941 – Gatans serenad
- 1942 – Sexlingar
- 1942 – Vi hemslavinnor
- 1942 – Fallet Ingegerd Bremssen
- 1943 – Elvira Madigan
- 1943 – I mörkaste Småland
- 1944 – Vändkorset
- 1944 – Flickan och Djävulen
- 1944 – Örnungar
- 1949 – Hur tokigt som helst

## Teater

### Roller (ej komplett)
| År   | Roll                            | Produktion                       | Regi              | Teater           |
| ---- | ------------------------------- | -------------------------------- | ----------------- | ---------------- |
| 1937 | Maria Andersson, bageriidkerska | Fredrik och försynen Henning Ege | Siegfried Fischer | Mosebacketeatern |